# Receptor retinoide
Los receptores retinoides son receptores nucleares (una clase de proteínas) que unen retinoides como por ejemplo el ácido retinoico. Cuando están unidos a un retinoide, actúan como factores de transcripción, alterando la expresión génica de aquellos genes diana que posean en sus promotores los correspondientes elementos de respuesta. A continuación se indican los diferentes tipos y subtipos de receptores retinoides descritos hasta el momento:
Receptores de ácido retinoico (RARs)
- Receptor de ácido retinoico alfa (RARA)
- Receptor de ácido retinoico beta (RARB)
- Receptor de ácido retinoico gamma (RARG)

Receptores X retinoides (RXRs)
- Receptor X retinoide alfa (RXRA)
- Receptor X retinoide beta (RXRB)
- Receptor X retinoide gamma (RXRG)

- Datos: Q7316801